# سلیم‌خان یندربایف
سلیم‌خان یندربایف (چچنی: Яндарбин Абдулмуслиман-кIант Зелимха؛ ۱۲ سپتامبر ۱۹۴۲ – ۱۳ فوریهٔ ۲۰۰۴) یک شاعر، نویسنده و سیاست‌مدار اهل شوروی و از آوریل ۱۹۹۶ تا فوریه ۱۹۹۷ رئیس‌جمهور جمهوری چچن ایچکریا بود.وی در سال ۲۰۰۴ در یک بمب‌گذاری در دوحه قطر کشته‌شد.